# Asgard (krater)
Asgard är den näst största nedslagskratern på Jupiters måne Callisto. Den mäter 1 400 km i diameter. Den är namngiven efter Asgård i den nordisk mytologin.